# A magyar labdarúgó-válogatott 1958. szeptember 28-i mérkőzése
A magyar labdarúgó-válogatott Európai nemzetek kupája-selejtező mérkőzése a Szovjetunió ellen, 1958. szeptember 28-án. A találkozó végeredménye 3–1 lett.
Ez a mérkőzés volt a Labdarúgó-Európa-bajnokság történetének első mérkőzése.

## Előzmények
Az első, 1960-as európai nemzetek kupája selejtezőjében a magyar válogatott a szovjet csapattal mérkőzött a nyolcaddöntőben, oda-visszavágós rendszerben. Ez volt a párosítás első mérkőzése. A visszavágót 1959. szeptember 27-én játszották.

## A mérkőzés
| 1958. szeptember 28. 17:00 |

| Szovjetunió                       | 3–1               | Magyarország |
| --------------------------------- | ----------------- | ------------ |
| Iljin 4' Metreveli 20' Ivanov 32' | (3–0) Jegyzőkönyv | Göröcs 84'   |

| Luzsnyiki Stadion, Moszkva Játékvezető: Alfred Grill (osztrák) |

| SZOVJETUNIÓ:         |    |                      |
|                      |    |                      |
| KA                   | 1  | Vlagyimir Beljajev   |
| ??                   | 2  | Vlagyimir Keszarev   |
| ??                   | 3  | Anatolij Maszljonkin |
| ??                   | 4  | Borisz Kuznyecov     |
| ??                   | 5  | Jurij Vojnov         |
| ??                   | 6  | Viktor Carjov        |
| ??                   | 7  | Szlava Metreveli     |
| ??                   | 8  | Valentyin Ivanov     |
| ??                   | 9  | Nyikita Szimonyan    |
| ??                   | 10 | Alekper Mamedov      |
| ??                   | 11 | Anatolij Iljin       |
| Szövetségi kapitány: |    |                      |
| Georgij Glazkov      |    |                      |

| MAGYARORSZÁG:        |    |                 |
|                      |    |                 |
| KA                   | 1  | Bakó Béla       |
| JH                   | 2  | Kárpáti Béla    |
| KH                   | 3  | Sipos Ferenc    |
| BH                   | 4  | Sárosi László   |
| KP                   | 5  | Bundzsák Dezső  |
| KP                   | 6  | Berendy Pál     |
| JSZ                  | 7  | Budai II László |
| CS                   | 8  | Göröcs János    |
| CS                   | 9  | Csordás Lajos   |
| CS                   | 10 | Tichy Lajos     |
| BSZ                  | 11 | Bencsics József |
| Szövetségi kapitány: |    |                 |
| Baróti Lajos         |    |                 |